# Deconvoluzione

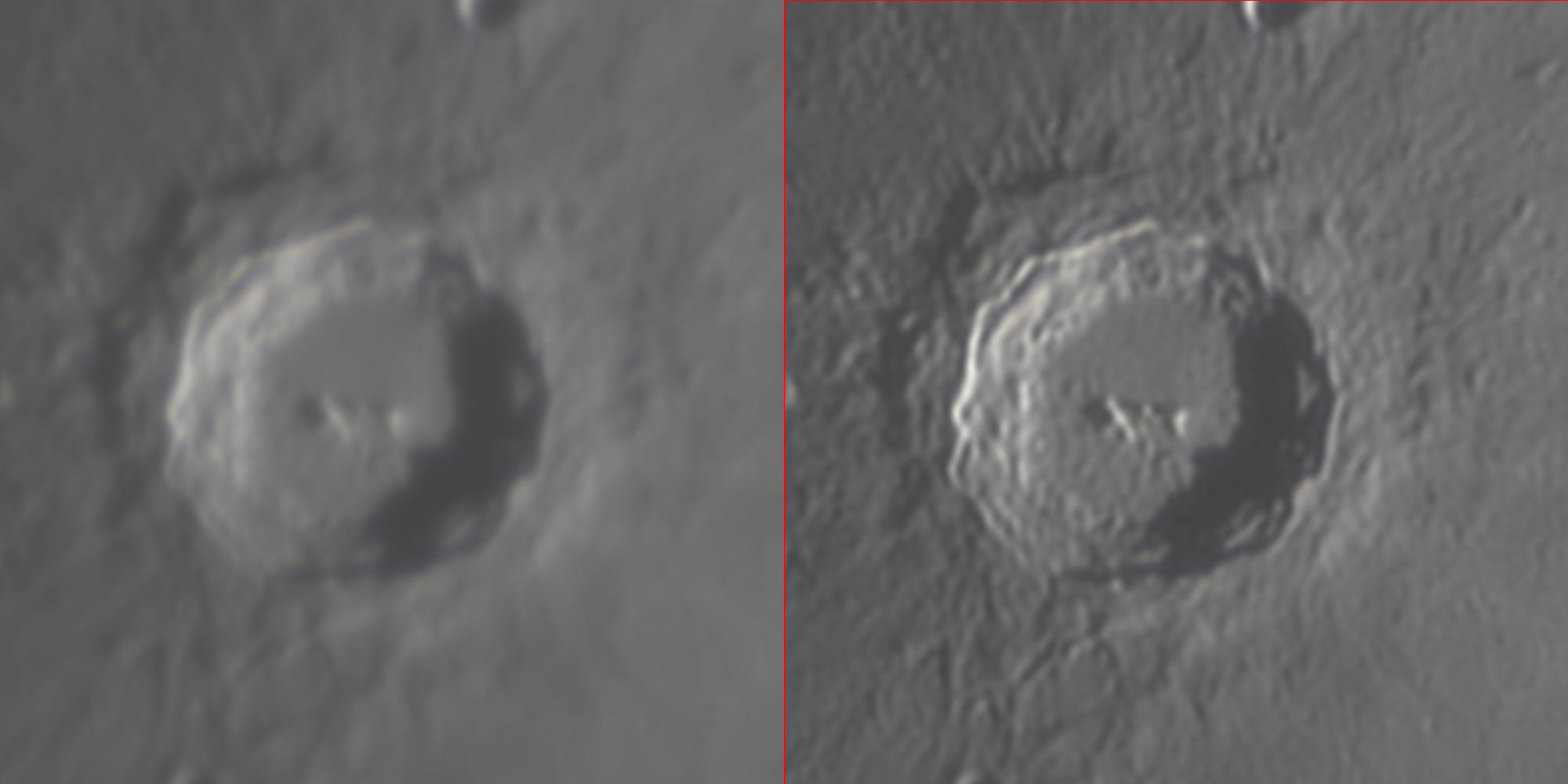
Immagine del cratere lunare Copernico prima e dopo la deconvoluzione utilizzando l'algoritmo di Richardson–Lucy.

In matematica, la deconvoluzione è l'operazione inversa alla convoluzione. Entrambe le operazioni sono utilizzate nell'elaborazione dei segnali e nell'elaborazione digitale delle immagini. Ad esempio, la convoluzione può essere utilizzata per applicare un filtro a un segnale; successivamente potrebbe essere possibile recuperare il segnale originale utilizzando la deconvoluzione.
L'algoritmo di deconvoluzione consente di ricostruire su base statistica gli elementi mancanti, togliere i fattori di disturbo e rendere possibile la creazione di una immagine di qualità maggiore.
La deconvoluzione è una tecnica di elaborazione delle immagini ad alta intensità di calcolo che viene sempre più utilizzata per migliorare il contrasto e la risoluzione delle immagini digitali catturate al microscopio. Tale tecnica si basa su una serie di metodi progettati per rimuovere o invertire la sfocatura presente nelle immagini al microscopio, sfocatura che è indotta dall'apertura limitata dell'obiettivo.
Le basi per la deconvoluzione e l'analisi delle serie temporali sono state in gran parte poste da Norbert Wiener del Massachusetts Institute of Technology. Il libro si basa sul lavoro svolto da Wiener durante la seconda guerra mondiale, ma che all'epoca era stato classificato segreto. Alcuni dei primi tentativi di applicare queste teorie si sono avuti nei campi delle previsioni meteorologiche e dell'economia.

## Descrizione
In generale, l'obiettivo della deconvoluzione è trovare la soluzione {\displaystyle f} di un'equazione di convoluzione della forma:
{\displaystyle f*g=h}.
Di solito, {\displaystyle h} è un segnale registrato e {\displaystyle f} è un segnale che si desidera recuperare, ma è stato convoluto prima di registrarlo con un filtro o una funzione di distorsione {\displaystyle g}. La funzione {\displaystyle g} può rappresentare la funzione di trasferimento di uno strumento o una forza motrice che è stata applicata a un sistema fisico. Se si conosce {\displaystyle g}, o almeno si conosce la forma di {\displaystyle g}, allora è possibile eseguire la deconvoluzione deterministica. Tuttavia, se {\displaystyle g} non è nota a priori, è necessario in qualche modo stimarla. Quest'ultimo procedimento è fatto spesso utilizzando metodi di stima statistica.
Nelle misurazioni fisiche, la situazione è solitamente più vicina a:
{\displaystyle (f*g)+\varepsilon =h}.
In questo caso {\displaystyle \varepsilon } è il rumore che è entrato nel segnale registrato. Se si presume che un segnale o un'immagine siano privi di rumore, la stima statistica di {\displaystyle g} sarà errata e, a sua volta, anche la stima di {\displaystyle f} sarà errata. Più basso è il rapporto segnale/rumore, peggiore sarà la stima del segnale deconvoluto. Questo è il motivo per cui il filtraggio inverso del segnale non è di solito un buon modo di procedere. Tuttavia, se esiste almeno una conoscenza del tipo di rumore nei dati (ad esempio il rumore bianco), la stima può essere migliorata attraverso tecniche come la deconvoluzione di Wiener.
La deconvoluzione viene solitamente eseguita calcolando la trasformata di Fourier del segnale registrato {\displaystyle h} e la funzione di distorsione {\displaystyle g} (in termini generali, è nota come funzione di trasferimento). La deconvoluzione viene quindi eseguita nel dominio della frequenza (in assenza di rumore) utilizzando la relazione:
{\displaystyle F={\frac {H}{G}}},
dove {\displaystyle F,\,G} e {\displaystyle H} sono le trasformate di Fourier di {\displaystyle f,\,g} e {\displaystyle h} rispettivamente. Infine, viene utilizzata l'antitrasformata di Fourier della funzione {\displaystyle F} per trovare il segnale deconvoluto stimato {\displaystyle f}.

## Applicazioni

### Sismologia
Il concetto di deconvoluzione ha avuto una prima applicazione nella sismologia a riflessione. Nel 1950, Enders Robinson, laureato all'MIT, ha lavorato con Norbert Wiener, Norman Levinson e l'economista Paul Samuelson per sviluppare il "modello convoluzionale" di un sismogramma a riflessione. Questo modello parte dal principio che il sismogramma registrato {\displaystyle s(t)} sia la convoluzione di una funzione di riflettività terrestre {\displaystyle e(t)} e una wavelet sismica {\displaystyle w(t)} proveniente da una sorgente puntiforme, dove {\displaystyle t} rappresenta il tempo di registrazione. Quindi, l'equazione di convoluzione è:
{\displaystyle s(t)=(e*w)(t)}.
Il sismologo è interessato a conoscere la funzione {\displaystyle e}, che contiene informazioni sulla struttura della Terra. Per il teorema di convoluzione, questa equazione può essere trasformata con Fourier nel suo dominio di frequenza in:
{\displaystyle S(\omega )=E(\omega )W(\omega )}.
dove {\displaystyle \omega } è la frequenza. Assumendo che la riflettività sia bianca, possiamo assumere che lo spettro di potenza della riflettività sia costante e che lo spettro di potenza del sismogramma sia lo spettro della wavelet moltiplicato per quella costante. Si ha pertanto che:
{\displaystyle |S(\omega )|\approx k|W(\omega )|}.
Se si assume che la wavelet sia in un minimo di fase, è possibile recuperarla calcolando l'equivalente di minimo di fase dello spettro di potenza appena trovato. La riflettività può essere recuperata progettando e applicando un filtro di Wiener che modella la wavelet stimata in una funzione delta di Dirac (cioè un picco). Il risultato può essere visto come una serie di funzioni delta ridimensionate e scalate (sebbene questo non sia matematicamente rigoroso):
{\displaystyle e(t)=\sum _{i=1}^{N}r_{i}\delta (t-\tau _{i})}
dove {\displaystyle N} è il numero di eventi di riflessione, {\displaystyle r_{i}} sono i coefficienti di riflessione, {\displaystyle t-\tau _{i}} sono i tempi di riflessione di ciascun evento e {\displaystyle \delta } è la funzione delta di Dirac.
In pratica, poiché si ha a che fare con set di dati discreti campionati, a larghezza di banda finita e a lunghezza finita, il campionamento di cui sopra fornisce solo un'approssimazione del tipo di filtro necessario per deconvolvere i dati. Tuttavia, formulando il problema come soluzione di una matrice di Toeplitz e utilizzando il metodo ricorsivo dell'algoritmo di Levinson-Durbin, si può stimare in modo relativamente rapido un filtro con il più piccolo errore quadratico medio possibile. È anche possibile eseguire la deconvoluzione direttamente nel dominio della frequenza e ottenere risultati simili. La tecnica è strettamente correlata alla previsione lineare.

### Ottica e analisi delle immagini

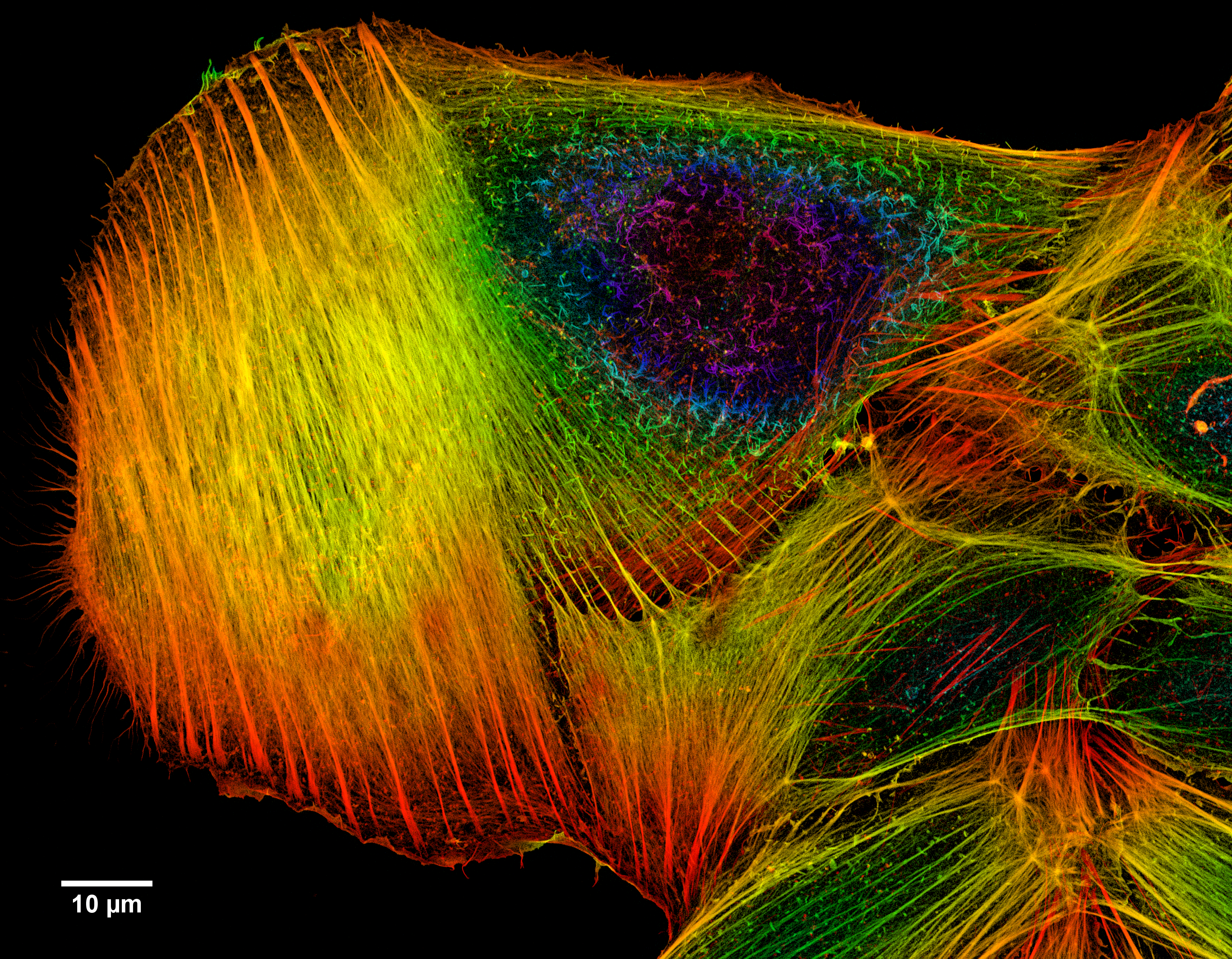
Esempio di immagine deconvoluta al microscopio.

In ottica e nell'analisi delle immagini, il termine deconvoluzione è specificamente utilizzato per riferirsi al processo di inversione della distorsione ottica che avviene nei microscopi ottici, microscopi elettronici, nei telescopi o altri strumenti a immagini, in modo da creare immagini più chiare. La deconvoluzione è anche pratica per rendere più nitide le immagini che risentono di movimenti rapidi o oscillazioni durante l'acquisizione. Le prime immagini del telescopio spaziale Hubble risultavano essere distorte da uno specchio difettoso e furono rese più nitide dalla deconvoluzione.
Il metodo usuale consiste nell'assumere che il percorso ottico attraverso lo strumento sia otticamente perfetto, convoluto tramite una funzione di diffusione del punto (PSF), cioè una funzione matematica che descrive la distorsione in termini di percorso di una teorica sorgente puntiforme di luce acquisita attraverso lo strumento. Di solito, una tale sorgente puntiforme contribuisce con una piccola area di sfocatura all'immagine finale. Se questa funzione può essere determinata, si tratta allora di calcolare la sua funzione inversa, e la convoluzione dell'immagine acquisita con essa. Il risultato è l'immagine originale e non distorta.
In pratica, trovare la vera PSF è impossibile, e di solito viene utilizzata un'approssimazione di essa, calcolata teoricamente o basata su una stima sperimentale utilizzando funzioni note. L'immagine reale può anche avere PSF diverse in posizioni focali e spaziali diverse e la PSF può essere non lineare; l'accuratezza dell'approssimazione della PSF determinerà il risultato finale. Diversi algoritmi possono essere impiegati per dare risultati migliori, al prezzo di essere più intensivi dal punto di vista computazionale. Poiché la convoluzione originale scarta i dati, alcuni algoritmi utilizzano dati aggiuntivi acquisiti in punti focali vicini per recuperare parte delle informazioni perse. La regolarizzazione negli algoritmi iterativi (come negli algoritmi di massimizzazione delle aspettative) può essere applicata per evitare soluzioni non realistiche.
Quando la PSF è sconosciuta, può essere possibile dedurla provando sistematicamente diverse PSF possibili e valutando se l'immagine è migliorata. Questa procedura è chiamata deconvoluzione cieca. La deconvoluzione cieca è una tecnica di restauro delle immagini ben consolidata in astronomia, in cui la natura puntuale degli oggetti fotografati rende l'applicazione della PSF più fattibile. Viene anche utilizzata nel microscopio a fluorescenza per il ripristino dell'immagine e nell'imaging spettrale a fluorescenza per la separazione dello spettro di fluorocromi sconosciuti. L'algoritmo iterativo più comune allo scopo è l'algoritmo di deconvoluzione di Richardson-Lucy; la deconvoluzione di Wiener (e le approssimazioni) sono invece gli algoritmi non iterativi più comuni.

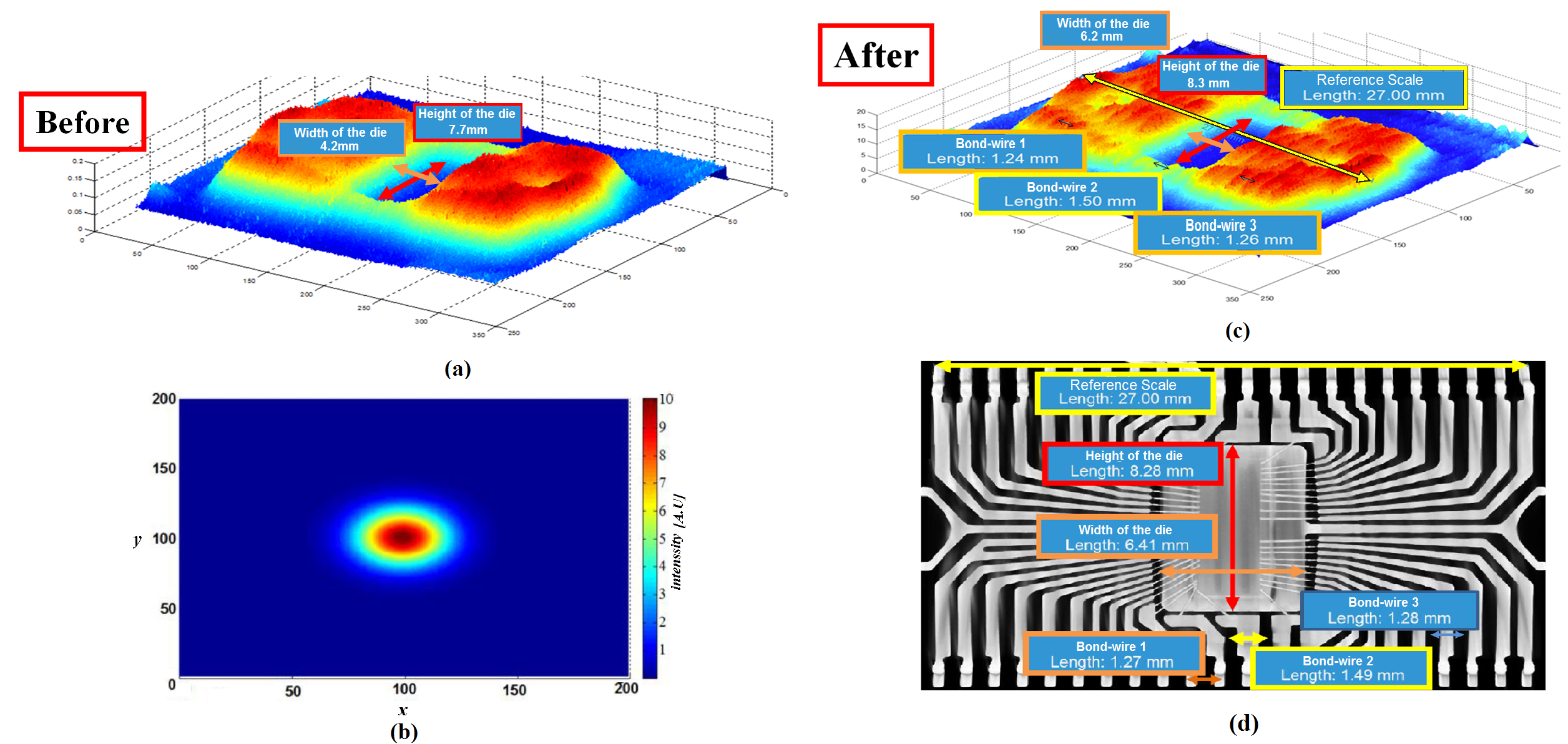
L'immagine THz ad alta risoluzione è ottenuta mediante la deconvoluzione dell'immagine THz e tramite la PSF THz modellata matematicamente. (a) Immagine THz di un circuito integrato prima del miglioramento; (b) PSF THz modellata matematicamente; (c) Immagine THz ad alta risoluzione che si ottiene come risultato della deconvoluzione dell'immagine THz mostrata in (a) e della PSF mostrata in (b); (d) L'immagine a raggi X ad alta risoluzione conferma l'accuratezza dei valori misurati.

Per alcuni sistemi di imaging specifici come i sistemi terahertz a impulsi laser, la PSF può essere modellata matematicamente. Di conseguenza, come mostrato nella figura, la deconvoluzione della PSF modellata e dell'immagine terahertz possono fornire una rappresentazione a risoluzione più elevata dell'immagine terahertz.

### Radioastronomia
Quando si esegue la sintesi di immagini in radiointerferometria, una branca specifica di radioastronomia, un passaggio consiste nel deconvolvere l'immagine prodotta con il "raggio sporco", che è un nome diverso per la funzione di diffusione del punto. Un metodo comunemente usato è l'algoritmo CLEAN.

### Spettri di assorbimento
La deconvoluzione è stata ampiamente applicata agli spettri di assorbimento. Può essere utilizzato l'algoritmo di Van Cittert (articolo in tedesco).

### Aspetti della trasformata di Fourier
Mappe di deconvoluzione alla divisione nel codominio di Fourier: ciò consente di applicare facilmente la deconvoluzione con dati sperimentali soggetti a una trasformata di Fourier. Un esempio è la spettroscopia NMR in cui i dati sono registrati nel dominio del tempo, ma analizzati nel dominio della frequenza. La divisione dei dati nel dominio del tempo per una funzione esponenziale ha l'effetto di ridurre la larghezza delle linee della distribuzione di Lorentz nel dominio della frequenza.